# 中国视听大数据
中国视听大数据（CVB）是中华人民共和国國家廣播電視總局旗下的电视收视率、IPTV点播节目融合传播指数综合评价系统。

## 历史
2018年12月，大数据系统开通试运行。
2019年12月，汇集全国1.4亿有线电视、IPTV用户直播收视行为数据，正式以“中国视听大数据（CVB）”品牌向社会公布收视数据。。
2022年12月，覆盖全国4亿户家庭的有线电视、IPTV和互联网电视（OTT）用户收视行为数据，新版网站正式上线。